# Tamara Kamenszain
Tamara Kamenszain (Buenos Aires, 9 de febrero de 1947-ibid., 28 de julio de 2021)fue una poeta y ensayista argentina. 

## Biografía
Estudió filosofía en la Universidad de Buenos Aires. Trabajó desde muy joven en periodismo para después dedicarse a la enseñanza de la literatura. Perteneció, junto con Arturo Carrera y Néstor Perlongher, a la generación de poetas de los setenta llamados neobarrocos.
Sus ensayos sobre poesía argentina y latinoamericana son material de estudio en universidades argentinas y del exterior. Sus libros de poesía fueron total o parcialmente traducidos a diversas lenguas y es considerada una de las voces que influyeron sobre las nuevas generaciones de poetas.
Fue fundadora y asesora general de la Licenciatura en Artes de la Escritura de la Universidad Nacional de las Artes (UNA).
Durante los años 1978 y 1985 y a causa de la última Dictadura cívico-militar en Argentina, estuvo exiliada con su familia en México, situación que tuvo una gran influencia en su escritura.

## Premios
- Premio Honorífico José Lezama Lima otorgado por Casa de las Américas, Cuba, 2015.[8][9]
- Premio Konex de Platino 2014: Poesía quinquenio 2004-2008.[10]
- Premio de la Crítica al mejor libro del 2012, otorgado por la Feria del Libro de Buenos Aires a La novela de la poesía en abril de 2013.[11]
- Primer premio. Tercer Certamen de Poesía Hispanoamericana "Festival de la Lira", Concedido a "El eco de mi madre". 2011.[12]
- Medalla de Honor por el Centenario de Pablo Neruda otorgada por la Presidencia del Gobierno de Chile. Julio de 2004.[13]
- Premio Konex - Diploma al mérito 1994. Por el quinquenio 1994-1998 (Poesía).[14]
- Primer Premio de Ensayo. Gobierno de la Ciudad de Buenos Aires, concedido a la producción édita del trienio 1993-1996 por La edad de la poesía[15]
- John Simon Guggenheim Memorial Foundation Fellowship. Género: poesía (1988-89)
- Tercer Premio Nacional de Ensayo, concedido a la producción édita del trienio l983-86, por El texto silencioso.
- Finalista Premio Anagrama de Ensayo, con El texto silencioso (1980)[16]
- Premio de Apoyo a la Producción Poética. Concedido a De este lado del Mediterráneo por el Fondo Nacional de las Artes de Argentina (1972)[17]

## Obra

### Poesía
- 1973: De este lado del Mediterráneo
- 1977: Los No
- 1986: La casa grande
- 1991: Vida de living
- 1998: Tango Bar
- 2003: El Ghetto
- 2005: Solos y solas
- 2010: El eco de mi madre
- 2012: La novela de la poesía: poesía reunida
- 2014: El libro de los divanes
- 2021: Chicas en tiempos suspendidos

### Ensayos
- 1983: El texto silencioso: tradición y vanguardia en la poesía sudamericana
- 1996: La edad de la poesía
- 2000: Historias de amor y otros ensayos sobre poesía
- 2006: La boca del testimonio: lo que dice la poesía
- 2016: Una intimidad inofensiva: Los que escriben con lo que hay
- 2018: El libro de Tamar
- 2020: Libros chiquitos

### Epistolario
- 2023: Ya te llegará: Correspondencia 1984-1997 (Margo Glantz y Tamara Kamenszain)

## Traducciones de sus obras
Sus libros fueron total o parcialmente traducidos al inglés, francés, italiano, portugués y alemán.
- 2003: O Ghetto (traducción al portugués de Carlito Azevedo y Paloma Vidal)
- 2010: Fremd in der familie (traducción al alemán por Petra Strien)
- 2010: Men and women alone (traducción al inglés por Cecilia Rossi)
- 2011: The Ghetto (traducción al inglés por Seth Michelson)
- 2012: O gueto / O eco da minha mae (traducción al portugués por Carlito Azevedo y Paloma Vidal)
- 2012: The Echo of My Mother (traducción al inglés por Cecilia Rossi)
- 2014: L'Eco di mia madre (traducción al italiano por Chiara de Luca)
- 2021: Livros pequenos (traducción al portugués por Paloma Vidal)

## Artículos sobre Kamenszain
- 1993: Contemporary Spanish American Poets: A Bibliography of Primary and Secondary Sources (de Jacobo Sefamí)
- 1996: Gender, politics and poetry in Twentieth Century Argentina (de Jill. S. Kuhnheim)
- 1997: Latin American Jewish Writers: A Critical Dictionary (de Silvia Sauter)
- 1998: La doble voz (de Alicia Genovese)
- 2000: Críticas (de Jorge Panesi)
- 2002: Nómades y prófugos (de Luis Bravo)
- 2002: Lazos de familia (de Ana Amado y Nora Domínguez)
- 2002: Literatura Argentina: perspectiva de fin de siglo (de María Celia Vázquez y Sergio Pastormerlo)
- 2003: El poema y su doble (de Anahí Mallol)
- 2006: La historia de Bruria: memoria, autobiografía y tradición judía en Tamara Kamenszain y Ana María Shua (de Denise León)
- 2007: Entre la letra y la palabra: ensayos de psicoanálisis y literatura (de Nora Sigal)
- 2021: Tamara Kamenszain por Adriana Kanzepolsky (Colección Ciranda de Poesia, EdUERJ, Brasil)